# HD 125810
HD 125810，又名CD-50 8501，SAO 241686、HR 5377，是一颗恒星，视星等为6.02，位于銀經317.43，銀緯9.5，其B1900.0坐标为赤經14h 16m 39.8s，赤緯-50° 9.5′ 57″。